# 中国审计学会
中国审计学会是中华人民共和国审计科学工作者组成的全国性、学术性、非营利性社会团体。1983年，中华人民共和国审计署审计长于明涛提议建立。1984年11月17日在北京市成立。

## 部门[4]

### 最高权力机构
- 会员代表大会

### 执行机构
- 理事会
- 常务理事会（在理事会闭会期间行使职权）
- 秘书处

### 分支机构
- 计算机审计分会
- 审计教育分会
- 环境审计专业委员

## 刊物
- 《审计研究》。于1985年创办，面向全国审计从业人事。

## 历届会长[5]
- 第一届： 于明涛
- 第二届：于明涛
- 第三届：于明涛
- 第四届：吕培俭
- 第五届：翟熙贵
- 第六届：翟熙贵
- 第七届：董大胜
- 第八届：孙宝厚